# Brigitte Roy
Pour les articles homonymes, voir Roy.
Brigitte Roy (née le 25 février 1959 à Sainte-Foy-la-Grande) est une tireuse française au pistolet 10 et 25 mètres. Elle exerce une profession d'auxiliaire de vie à l’ASEPF (Association solidarité enfants du Pays foyen). Elle fait partie du club de l'AS Libourne (Ligue d’Aquitaine). Elle remporta la coupe du monde de Milan en 2001 au pistolet 10 mètres. Elle a participé en août 2008 aux Jeux olympiques de Pékin au pistolet 10 m et 25 m.

## Palmarès

### Jeux olympiques
- Jeux olympiques d'été de 2004 à Athènes (Grèce):
  - 10e place au pistolet 25 m

### Championnats du monde de tir
- Championnats du monde de tir de 2001 :
  - 6e place au pistolet 10 mètres

### Championnats d'Europe de Tir (depuis 2001)
- Championnats d'Europe de tir de 2001 :
  - 4e place au pistolet 10 mètres

### Coupe du monde de tir (depuis 2001)
- Coupe du monde de tir de 2001 à Milan (Italie) :
  -  Médaille d'or au pistolet 10 mètres
- Coupe du monde de tir de 2002 à Sydney (Australie) :
  - 7e place au pistolet 25 m
- Coupe du monde de tir de 2005 à Changwon :
  - 4e place au pistolet 10 m
- Coupe du monde de tir de 2005 à Milan (Italie) :
  - 5e place au pistolet 25 m
- Coupe du monde de tir de 2008 à Rio (Brésil) :
  - 6e place au pistolet 25 m

### Records personnels
- Pistolet 10 mètres : 389/400 pts
- Pistolet 25 mètres : 586/600 pts